# Pronephrium lakhimpurense
Pronephrium lakhimpurense là một loài dương xỉ trong họ Thelypteridaceae. Loài này được Rosenst. Holttum mô tả khoa học đầu tiên năm 1972.